# Rhododendron longiperulatum
Rhododendron longiperulatum är en ljungväxtart som beskrevs av Bunzo Hayata. Rhododendron longiperulatum ingår i släktet rododendron, och familjen ljungväxter. Inga underarter finns listade i Catalogue of Life.